# Campionati europei di ciclismo su pista 2018 - Inseguimento individuale femminile
L'inseguimento individuale femminile ai Campionati europei di ciclismo su pista 2018 si è svolta il 4 agosto 2018 presso la Commonwealth Arena and Sir Chris Hoy Velodrome di Glasgow, nel Regno Unito.

## Podio
| Pos.    | Atleta             | Nazionalità   |
| ------- | ------------------ | ------------- |
| Oro     | Lisa Brennauer     | Germania      |
| Argento | Katie Archibald    | Gran Bretagna |
| Bronzo  | Justyna Kaczkowska | Polonia       |

## Risultati

### Qualificazioni
I migliori 2 tempi si qualificano alla finale per l'oro, il terzo e quarto tempo alla finale per il bronzo
| Posizione | Atleta                | Nazione       | Tempo    | Gap     | Note |
| --------- | --------------------- | ------------- | -------- | ------- | ---- |
| 1         | Lisa Brennauer        | Germania      | 3:28.152 |         | Q    |
| 2         | Katie Archibald       | Gran Bretagna | 3:30.893 | +2.741  | Q    |
| 3         | Justyna Kaczkowska    | Polonia       | 3:33.355 | +5.203  | q    |
| 4         | Ina Savenka           | Bielorussia   | 3:34.233 | +6.081  | q    |
| 5         | Coralie Demay         | Francia       | 3:34.563 | +6.411  |      |
| 6         | Gudrun Stock          | Germania      | 3:34.775 | +6.623  |      |
| 7         | Trine Schmidt         | Danimarca     | 3:36.549 | +8.397  |      |
| 8         | Aksana Salauyeva      | Bielorussia   | 3:37.514 | +9.362  |      |
| 9         | Martina Alzini        | Italia        | 3:37.881 | +9.729  |      |
| 10        | Julie Leth            | Danimarca     | 3:38.328 | +10.176 |      |
| 11        | Kelly Murphy          | Irlanda       | 3:39.317 | +11.165 |      |
| 12        | Ellie Dickinson       | Gran Bretagna | 3:39.544 | +11.392 |      |
| 13        | Simona Frapporti      | Italia        | 3:39.821 | +11.669 |      |
| 14        | Lucja Pietrzak        | Polonia       | 3:39.945 | +11.793 |      |
| 15        | Andrea Waldis         | Svizzera      | 3:40.676 | +12.524 |      |
| 16        | Valeriya Kononenko    | Ucraina       | 3:41.436 | +13.284 |      |
| 17        | Anna Nahirna          | Ucraina       | 3:42.872 | +14.720 |      |
| 18        | Annelies Dom          | Belgio        | 3:44.537 | +16.385 |      |
| 19        | Léna Mettraux         | Svizzera      | 3:46.293 | +18.141 |      |
| 20        | Victoire Berteau      | Francia       | 3:47.117 | +18.965 |      |
| 21        | Mia Griffin           | Irlanda       | 3:48.605 | +20.453 |      |
| 22        | Pia Pensaari          | Finlandia     | 3:49.240 | +21.088 |      |
| 23        | Isabelle Beckers      | Belgio        | 3:50.632 | +22.480 |      |
| 24        | Tereza Medveďová      | Slovacchia    | 3:51.813 | +23.661 |      |
| 25        | Kristina Kazlauskaitė | Lituania      | 3:58.776 | +30.624 |      |

### Finali
| Posizione            | Atleta             | Nazione       | Tempo    | Gap    |
| -------------------- | ------------------ | ------------- | -------- | ------ |
| Finale per l'Oro     |                    |               |          |        |
| 1                    | Lisa Brennauer     | Germania      | 3:26.879 |        |
| 2                    | Katie Archibald    | Gran Bretagna | 3:29.577 | +2.698 |
| Finale per il Bronzo |                    |               |          |        |
| 3                    | Justyna Kaczkowska | Polonia       | 3:34.750 |        |
| 4                    | Ina Savenka        | Bielorussia   | 3:38.547 | +3.797 |